# 갑산공원묘원
갑산공원묘원은 대한민국의 공원형 공동 묘지이다.